# Tanau
Tanau, schwäbisch gesprochen Dônâ, ist ein Weiler mit 142 Einwohnern (Stand: September 2020) in der Gemeinde Durlangen im Ostalbkreis in Ostwürttemberg.

## Geographie
Tanau liegt zwischen Spraitbach im Nordwesten und Durlangen im Südsüdosten auf einer Höhe, die wenig um 502 m ü. NHN schwankt. Es steht auf einer der Welzheim-Alfdorfer Platten des Welzheimer Waldes. Auf dieser von Nordwesten nach Südosten bis zum Leintal sich erstreckenden, gerodeten Schwarzjura-Hochfläche liegt es nahe an deren Nordostrand am Ursprung des kurzen Klingenbachs, der durch ein scharf eingeschnittenes Waldtal südöst- bis ostwärts der „Gmünder“ Rot zuläuft. Die Kreisstraße K 3225 durchzieht den Weiler von Spraitbach in Richtung Durlangen. Von dieser geht am Ortsrand eine niederrangigere Straße nach dem ebenfalls zu Durlangen gehörenden Dorf Zimmerbach im Südwesten ab.

## Geschichte
Tanau wird in einer Urkunde von 1360 erstmals als Thanheim erwähnt. Bis ins 15. Jahrhundert hieß es Tanheim, von 1525 bis 1624 Thana.

## Sehenswürdigkeiten
Die katholische romanische Wallfahrtskirche St. Anna wurde im 12. Jahrhundert gebaut. Sie enthält Fresken aus dem Jahr 1425, die später überdeckt, 1949 wieder freigelegt und 2007/2008 saniert wurden. In der Kirche stehen auch Bildtafeln, die das Leben Jesu darstellen, und ein gotischer Triumphbogen. Die Glocke wurde 1651 von Bartholome Riederer aus Mindelheim gegossen.

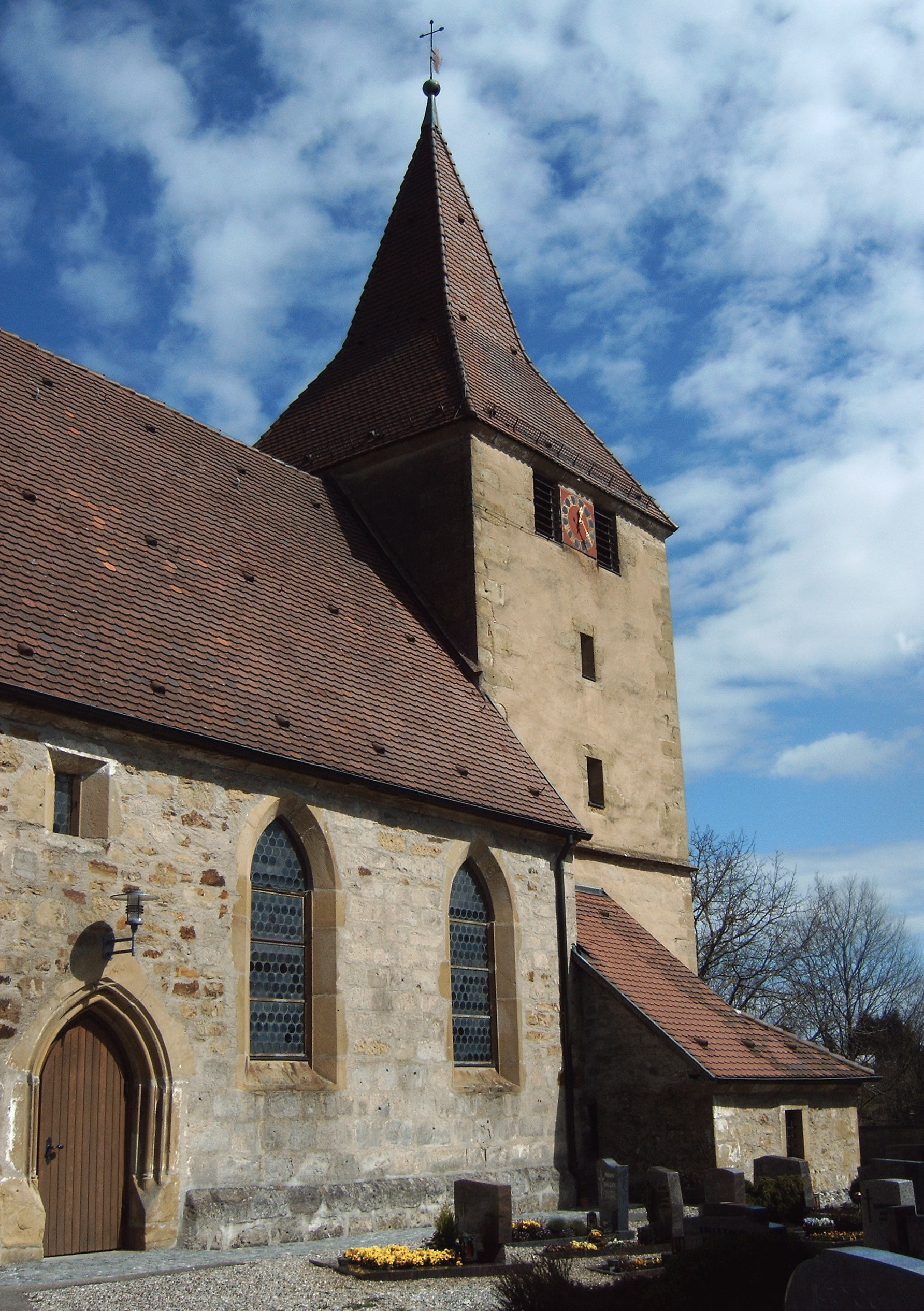
Wallfahrtskirche St. Anna
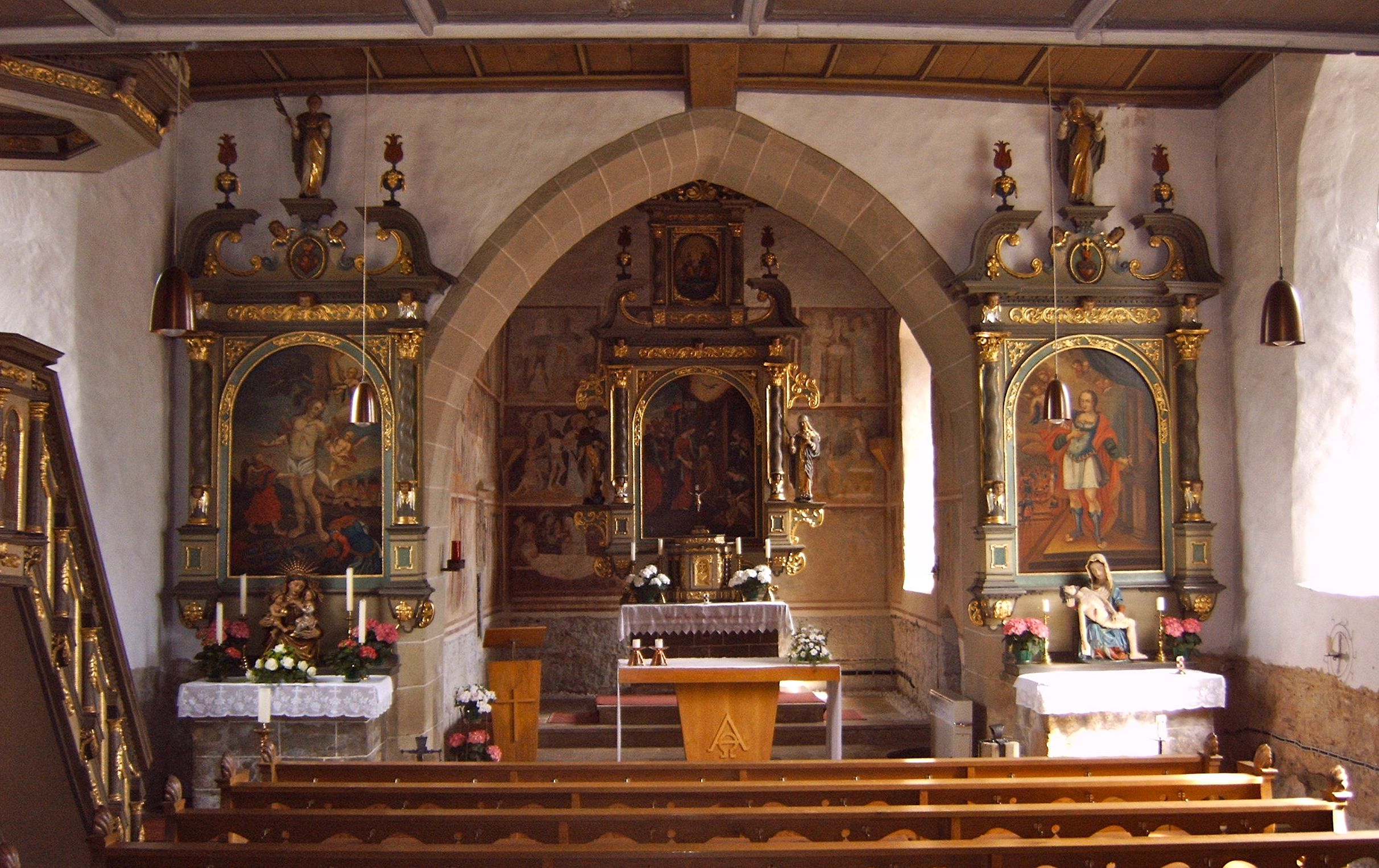
Chor
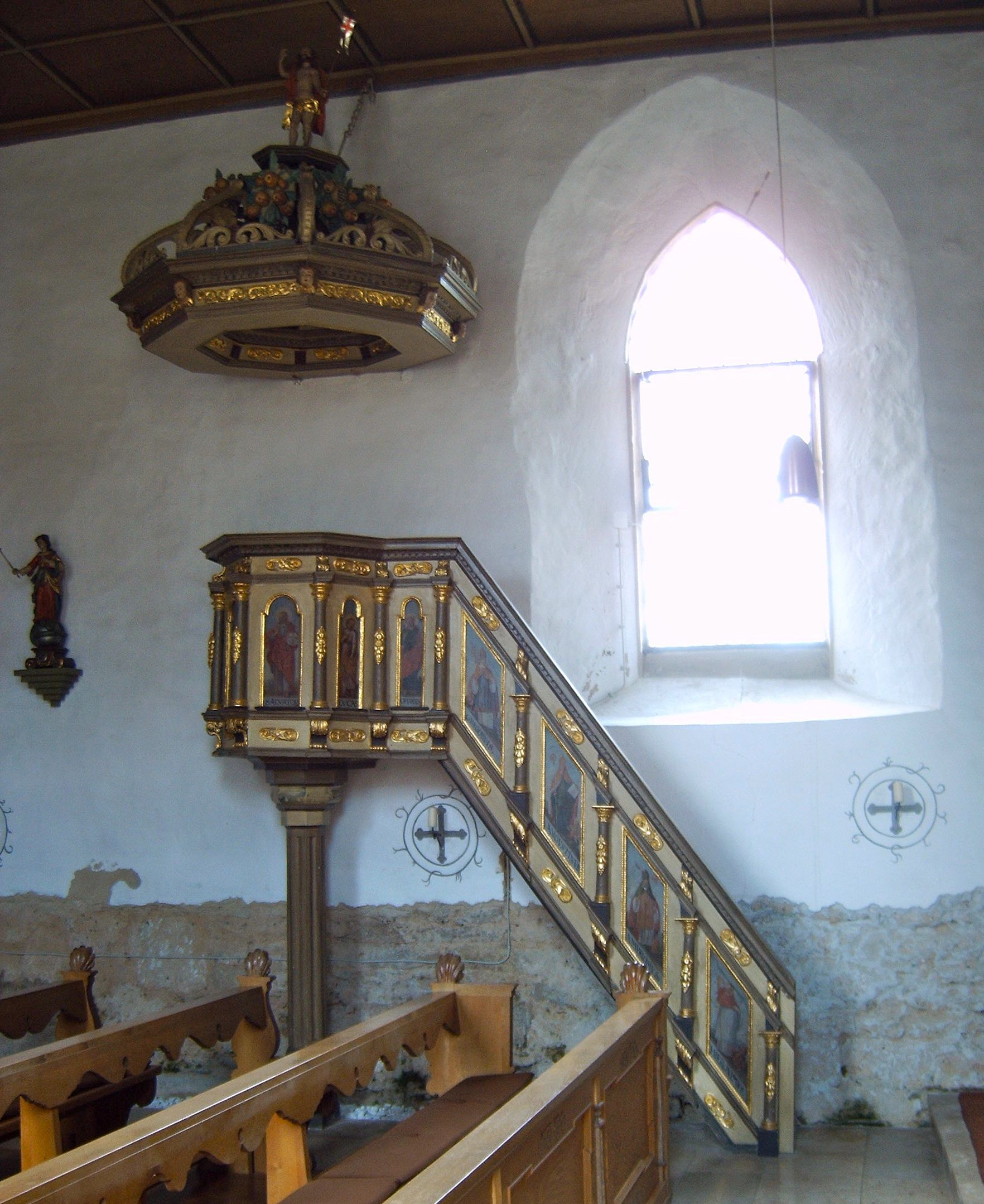
Kanzel
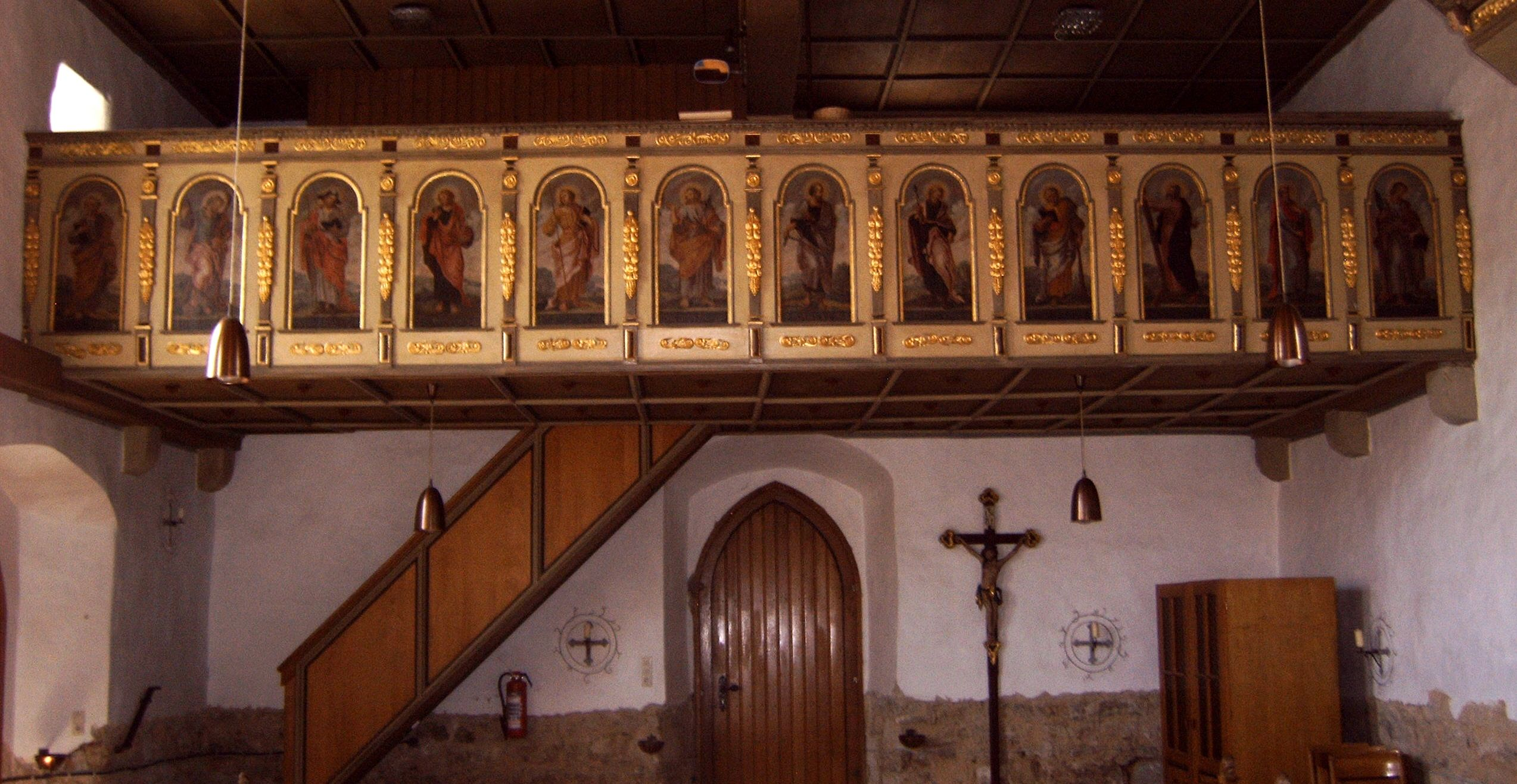
Empore